# جیمی دیچفیلد
جیمی دیچفیلد (انگلیسی: Jimmy Ditchfield؛ 1865 – ۱۹۳۳ (۶۷−۶۸ سال)) بازیکن فوتبال اهل بریتانیا بود.
از باشگاه‌هایی که در آن بازی کرده‌است می‌توان به باشگاه فوتبال پورت ویل اشاره کرد.